# Ґрейсон Берр
Ґрейсон Берр (англ. Grayson Bell, 21 березня 1997) — австралійський плавець. Учасник Чемпіонату світу з водних видів спорту 2022, де на дистанціях 50 метрів брасом і
50 метрів вільним стилем посів, відповідно 22-ге і 40-ве місця й не потрапив до півфіналів.